# PGC 1846919
LEDA/PGC 1846919 ist eine Edge-On-Galaxie im Sternbild Haar der Berenike am Nordsternhimmel. Sie ist schätzungsweise 1,1 Milliarden Lichtjahre von der Milchstraße entfernt und hat einen Durchmesser von etwa 135.000 Lichtjahren. Vom Sonnensystem aus entfernt sich das Objekt mit einer errechneten Radialgeschwindigkeit von näherungsweise 25.400 Kilometern pro Sekunde.
Im selben Himmelsareal befinden sich unter anderem die Galaxien IC 3402, PGC 1843133, PGC 1852671, PGC 1853906.